# À la découverte des Français
À la découverte des Français est une série documentaire réalisée par Jean-Claude Bergeret avec Jacques Krier, animée par Étienne Lalou, diffusée du 5 avril 1957 au 11 mai 1960 sur RTF Télévision.